# المحددة (كشر)

تعديل مصدري - تعديل

المحددة هي إحدى قرى عزلة عاهم بني شهر بمديرية كشر التابعة لمحافظة حجة، بلغ تعداد سكانها 451 نسمة حسب تعداد اليمن لعام 2004.